# Az egyesülési és a gyülekezési szabadság megsértése
Az egyesülési és a gyülekezési szabadság megsértése a magyarországi jogrendszerben 2012. július 13-án hatályba lépett 2012. évi C. törvény a Büntető Törvénykönyvben szabályozott egyik különös részi tényállás. Ez határozza meg a különböző bűncselekmények törvényi tényállását és ezek elkövetéséhez fűződő büntetési tételekről. 
E törvény 217.§ - 217/C.§-a Az egyesülési és a gyülekezési szabadság megsértése fejezetcím alatt határozza meg az egyesülési szabadság illetve a gyülekezési szabadság megsértéséhez fűződő lehetséges jogkövetkezményeket.

## Története
A  korábban hatályos Büntető törvénykönyv (1978. évi IV. törvény) 174/C.§ rendelkezett az egyesülési és a gyülekezési szabadság megsértéséről.

## A hatályos rendelkezések
Aki mást egyesülési vagy gyülekezési jogának gyakorlásában erőszakkal vagy fenyegetéssel akadályoz, bűntett miatt három évig terjedő szabadságvesztéssel büntetendő.
Aki valamely gyűlést akadályoz, ellehetetlenít, vagy annak lebonyolítását egyébként meghiúsítja, illetve a gyűlést súlyosan megzavarja, ha súlyosabb bűncselekmény nem valósul meg, vétség miatt egy évig terjedő szabadságvesztéssel büntetendő.
Aki a gyűlésen a gyűlés szervezőjének, vezetőjének vagy a rendezőknek rendezői feladataik jogszerű teljesítése során erőszakkal vagy fenyegetéssel ellenszegül, vagy őket rendezői feladataik ellátása alatt bántalmazza, ha más bűncselekmény nem valósul meg, vétség miatt két évig terjedő szabadságvesztéssel büntetendő.
Aki a gyűlés gyülekezési jogról szóló törvény szerinti békés jellegét biztosító korlátozásait megsérti, ha súlyosabb bűncselekmény nem valósul meg, vétség miatt egy évig terjedő szabadságvesztéssel büntetendő.
Az (1) bekezdés szerint büntetendő a gyűlés vezetője, ha az általa alkalmazott rendező a gyűlés békés jellegét biztosító korlátozásokat megsérti és annak tudomására jutásától haladéktalanul nem intézkedik a rendező leváltásáról.
2Aki megtiltott gyűlést szervez, vagy azon való részvételre a gyülekezési jogról szóló törvény szerint felhív, ha más bűncselekmény nem valósul meg, vétség miatt egy évig terjedő szabadságvesztéssel büntetendő.